# Емі Вонг
Емі Вонг (22 грудня 2979) — героїня мультсеріалу Футурама, одна з головних персонажів. Вчиться на інженера в Марсіанському Університеті, підробляє стажисткою у Міжпланетному Експресі (професор Фарнсворт тримає її, оскільки в неї однакова група крові з ним). Озвучена Лорен Том.
Вважається дуже симпатичною. В 11-й серії 3-го сезону вона заявляє, що зробила «антисимпотну» операцію («I used to be too cute so I had cuteness reduction surgery…»).

## Характер
У мультсеріалі Емі Вонг показана обмеженою дівчиною, яка постійно використовує сленг (в українській версії серіалу для її мовлення характерний часто вживаний вигук «Йой!»). Схильна одягатися зухвало. В одному з епізодів зізнається Фраю, що вдягається так на знак протесту проти своїх батьків. Емі і Ліла жартома змагаються на любовному фронті, через зовнішній вигляд тощо, що не заважає Емі вважати Лілу подругою. Інколи, коли Емі роздратована, вона лається кантонським діалектом китайської мови (ним говорять у Гонконзі).

## Стосунки
Емі Вонг зустрічалася з великою кількістю чоловіків. Певний час зустрічалася з Фраєм (див. «Put Your Head on My Shoulder»). Під час одного з побачень вони потрапили в аварію, і голова Фрая була пришита на плечі Емі, щоби зберегти йому життя. У Емі з тих пір залишився шрам. У 3001 році почала зустрічатися з Кіфом Кумкалом, стосунки тривають дотепер. Хоча Емі не готова до весілля, вона впевнена, що з часом одружиться з Кіфом. Емі є «смізмаром» (справжнім, але не біологічним «батьком») дітей Кіфа, народжених ним у серії «Kif Gets Knocked Up a Notch» (доноркою ДНК для Кіфових дітей стала Ліла).

## Батьки

Лео і Інес Вонг

Батьки Емі — Лео і Інес Вонг. Це дуже багаті й дуже скупі люди. Вони володіють всією західною півкулею Марса, де мають велике ранчо бугало — місцевих тварин, схожих на суміш жука і корови. Їхній предок, Сер Реджінальд Вонг, купив півкулю у місцевого племені марсіан всього за одну намистинку (натяк на те, що острів Манхеттен був куплений в американських індіанців всього за 24 долари). Згодом з'ясовується, що ця намистинка — колосальний алмаз. Впродовж всього мультфільму вони домагаються від Емі швидкого виходу заміж і народження їм онука.